# Política alimentaria en la Alemania ocupada

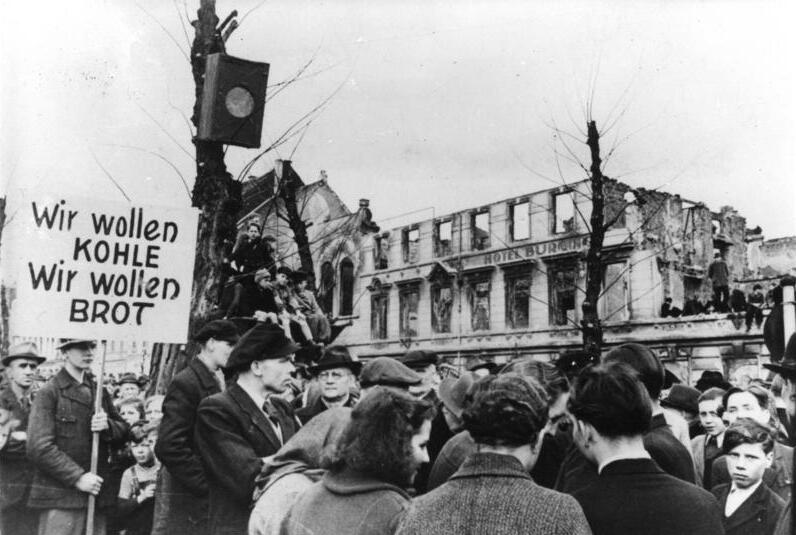
En el invierno de 1947, miles de personas protestan contra la desastrosa situación alimentaria (31 de marzo de 1947).

La política alimentaria en la Alemania ocupada se refiere a las políticas de suministro de alimentos promulgadas por los EE. UU., y en cierta medida, por sus aliados dependientes, en las zonas occidentales de ocupación de Alemania en los primeros dos años de la ocupación de diez años de Alemania occidental después de la Segunda Guerra Mundial. Durante el conflicto armado y antes de la implementación del Plan Marshall (1948), Argentina y Uruguay, a través de sus frigoríficos (Anglo, Armour y Swift) y exportadoras laneras, hicieron una importante contribución en alimentos cárnicos y lana para abrigo, además de envío de trigo argentino, para la Europa de la posguerra.

## Contexto
Poco antes del estallido de la Segunda Guerra Mundial, el gobierno alemán instituyó el racionamiento que resultó en la disponibilidad restringida de alimentos. Ocurrió una escasez ocasional de alimentos durante la guerra y se desarrolló un mercado negro. Sin embargo, los suministros en general fueron adecuados, especialmente en comparación con la situación en algunos otros países europeos. En parte, esto se debió a la despiadada explotación de los países ocupados por el gobierno alemán. Estas políticas incluían el "Plan del Hambre", que causó la muerte de millones de personas en las zonas ocupadas por los alemanes en la Unión Soviética cuando los suministros de alimentos se redirigieron a Alemania y las unidades militares alemanas que operaban en la URSS. Las raciones inadecuadas de alimentos también formaron parte del Holocausto, resultando en decenas de miles de muertes solo en Varsovia, y cerca de dos millones de prisioneros de guerra soviéticos murieron de hambre por las fuerzas alemanas durante el invierno de 1941/42.
La escasez generalizada de alimentos comenzó a ocurrir en Alemania después del final de la guerra en mayo de 1945. La producción de alimentos se vio afectada por los efectos de la guerra, incluida la destrucción de tierras de cultivo, ganado y maquinaria. Además, la escasez de mano de obra se desarrolló cuando los trabajadores esclavos que habían sido obligados a trabajar en granjas alemanas regresaron a sus hogares. La situación se vio agravada por un período de mal tiempo. Como resultado, la producción de las granjas alemanas fue suficiente para brindar a los residentes de la ciudad solo 1,000 calorías de nutrición por día. En este momento, los suministros de alimentos estaban limitados en gran parte de Europa, incluido el Reino Unido y Francia, lo que resultó en un racionamiento continuo.

## Planificación para la ocupación de Alemania
Durante la planificación de la ocupación de Alemania, los Aliados se enfrentaron con la cuestión de si las asignaciones de alimentos para el país debían establecerse en el mínimo necesario para evitar la enfermedad y el desorden político, o en niveles suficientes para satisfacer plenamente las necesidades de la población. Se adoptó un principio de garantizar que los alemanes no tuvieran un mejor acceso a los alimentos que el país aliado más afectado, pero no se aplicó en la práctica. La Fuerza Expedicionaria Aliada de la Sede Suprema estableció inicialmente la escala de ración para los alemanes en 2,600 calorías por día, lo mismo que los niveles en Bélgica y Francia y en la parte superior de la escala considerada adecuada por la Administración de Alivio y Rehabilitación de las Naciones Unidas.
Una vez que comenzó la ocupación de Alemania, resultó imposible entregar los niveles de alimentos previstos. Los planificadores aliados subestimaron la magnitud del daño a la infraestructura alemana y sobreestimaron la capacidad de los alemanes para cultivar sus propios alimentos. Como resultado, una vez que se agotaron los suministros que habían sido almacenados por el gobierno alemán durante la guerra, las escalas de ración se redujeron de 1.000 a 1.250 calorías por día. Sin embargo, la mayoría de los civiles alemanes pudieron complementar estas raciones. Las personas desplazadas, incluidos los sobrevivientes del Holocausto, recibieron raciones más generosas. Estos promediaron solo entre 1.600 y 2.000 calorías por día, y pocas de las personas desplazadas pudieron acceder a otras fuentes de alimentos.

## Soldados alemanes capturados
Después de la rendición alemana, los EE. UU. Eligieron designar a un gran número de prisioneros alemanes como Fuerzas Enemigas Desarmadas (DEF) en lugar de utilizar el estado de Prisionero de Guerra bajo el cual los cautivos se encontrarían bajo la protección de la convención de Ginebra y, por lo tanto, Habría tenido derecho a las mismas cantidades de alimentos que las tropas estadounidenses.
Las condiciones que estos prisioneros tenían que soportar eran a menudo duras. Algunos de los campamentos en Alemania occidental, especialmente al principio, eran enormes recintos con cableado que carecían de suficiente refugio y otras necesidades. (Rheinwiesenlager) Como ya no existía el peligro de represalias alemanas contra los prisioneros de guerra aliados, "se puso menos esfuerzo en encontrar formas de obtener alimentos y refugio escasos de lo que hubiera sido el caso, y, en consecuencia, decenas de miles de prisioneros murieron de hambre y enfermedades que pudieron haber sido salvados".
A la Cruz Roja Internacional nunca se le permitió involucrarse completamente en la situación de los campos DEF o SEP, y aunque las condiciones en ellos mejoraron gradualmente, incluso las estimaciones más conservadoras estiman que la cifra de muertos solo en los campos franceses es de más de 16,500 en 1945.
Después de la rendición alemana, se prohibió a la Cruz Roja Internacional proporcionar ayuda como comida o visitar los campos de prisioneros. Sin embargo, después de acercarse a los aliados en el otoño de 1945, se le permitió investigar los campamentos en el Reino Unido y las zonas de ocupación francesas de Alemania, así como proporcionar alivio a los prisioneros que se encontraban allí.
El 4 de febrero de 1946, a la Cruz Roja se le permitió visitar y ayudar a los presos también en la zona de ocupación estadounidense de Alemania, aunque solo con cantidades muy pequeñas de alimentos. Durante sus visitas, los delegados observaron que los prisioneros de guerra alemanes eran a menudo detenidos en condiciones espantosas. Llamaron la atención de las autoridades sobre este hecho y gradualmente lograron que se hicieran algunas mejoras.

## Población civil alemana
La Cruz Roja alemana, que durante la guerra se había nazificado a fondo con Ernst Grawitz, una figura importante en experimentos médicos con judíos y "enemigos del estado", se disolvió, y la Cruz Roja Internacional y otros pocos permitidos se evitó que las agencias internacionales de ayuda ayudaran a los alemanes a través de controles estrictos de suministros y viajes.
Durante 1945, se estimó que el promedio de civiles alemanes en las zonas de ocupación de los EE. UU. Y el Reino Unido recibía 1,200 calorías por día. Mientras tanto, las personas desplazadas no alemanas recibían 2,300 calorías a través de las importaciones de alimentos de emergencia y la ayuda de la Cruz Roja.
Al temer un levantamiento nazi, las fuerzas de ocupación estadounidenses tenían órdenes estrictas de no compartir su comida con la población alemana, y esto también se aplicaba a sus esposas cuando llegaron más tarde en la ocupación. Las mujeres tenían órdenes de no permitir que sus criadas alemanas se apoderaran de las sobras; "La comida iba a ser destruida o no se podía comer", aunque en vista de la población alemana hambrienta que enfrentan, muchas amas de casa optaron por ignorar estas órdenes oficiales. Sin embargo, según una encuesta de inteligencia de los Estados Unidos, un profesor universitario alemán dijo: "Sus soldados son buenos embajadores, pero crean una mala voluntad innecesaria de verter veinte litros de cacao sobrante".en la cuneta cuando es muy necesaria en nuestras clínicas. Me dificulta defender la democracia estadounidense entre mis compatriotas".
A principios de 1946, el presidente de los Estados Unidos, Harry S. Truman, permitió que las organizaciones de ayuda extranjeras ingresaran a Alemania para revisar la situación alimentaria. A mediados de 1946, se permitió a las organizaciones de ayuda no alemanas ayudar a niños alemanes hambrientos. La situación alimentaria alemana empeoró durante el frío invierno de 1946–47, cuando la ingesta de calorías en Alemania osciló entre 1.000 y 1.500 calorías por día, una situación que se agravó por la grave falta de combustible para calentar. El consumo promedio de calorías en adultos en los EE. UU. Fue de 3,200 a 3,300, en el Reino Unido 2,900 y en el Ejército de EE. UU. 4,000.
El efecto preciso de la crisis alimentaria en la salud y la mortalidad de Alemania ha sido un tema de discusión. Hablando de las zonas angloamericanas, Herbert Hoover informó que en el otoño de 1946, la inanición produjo un aumento del 40 por ciento en la mortalidad entre los alemanes mayores de 70. Sin embargo, John Farquharson cita estadísticas que indican que la incidencia del edema de hambre era baja en 1946–1947. Según el British Medical Journal, la mortalidad en la zona británica estuvo por encima de su nivel anterior a la guerra hasta junio de 1946, cuando la tasa de mortalidad cayó por debajo de la de 1938. Además, una vez que se hizo evidente que no habría levantamientos, como lo amenazaron los nazis durante la guerra, los controles de alimentos se relajaron.
El historiador Nicholas Balabkins señala que las restricciones aliadas impuestas a la producción de acero alemana, y su control sobre el lugar donde se entregó el carbón y el acero producido, significaron que se rechazaron las ofertas de las naciones de Europa occidental para intercambiar alimentos por carbón y maquinaria alemanas que se necesitaban con urgencia. Ni los italianos ni los holandeses podían vender las verduras que habían vendido anteriormente en Alemania, con la consecuencia de que los holandeses tenían que destruir proporciones considerables de su cosecha. Dinamarca ofreció 150 toneladas de manteca de cerdo al mes; Turquía ofreció avellanas; Noruega ofreció pescado y aceite de pescado; Suecia ofreció cantidades considerables de grasas. Sin embargo, los aliados no estaban dispuestos a permitir que los alemanes comerciaran.
Otra consecuencia de la política aliada de "Desarme industrial" fue que hubo una caída drástica de fertilizantes disponibles para la agricultura alemana, lo que redujo aún más la producción de alimentos.
La tasa de mortalidad infantil alemana fue el doble de la de otras naciones en Europa occidental hasta el cierre de 1948.
La alimentación adecuada de la población alemana en la Alemania ocupada era una obligación legal aliada según el Artículo 43 de las Reglas de La Haya de 1907 sobre la Guerra Terrestre.

## JCS 1067
Un manual para el gobierno militar en Alemania estaba listo en agosto de 1944, era un documento de ocupación que abogaba por un rápido restablecimiento de la vida normal para el pueblo alemán y la reconstrucción de Alemania. El secretario del Tesoro de los Estados Unidos, Henry Morgenthau, Jr., autor del Plan Morgenthau para la partición y desindustrialización de la Alemania de posguerra, lo señaló al presidente Franklin D. Roosevelt, quien después de leerlo lo rechazó con las siguientes palabras:
```
Hay demasiadas personas aquí y en Inglaterra que opinan que el pueblo alemán en su conjunto no es responsable de lo que ha ocurrido, que solo unos pocos 
nazis
 son responsables. Eso lamentablemente no se basa en hechos. El pueblo alemán debe tener claro que toda la nación ha estado involucrada en una conspiración sin ley contra las decencias de la civilización moderna.
```

Se redactó un nuevo documento, la Directiva de Jefes de Estado Mayor Conjunto 1067 (JCS 1067). Aquí se ordenó al gobierno militar de ocupación que "... no toméis medidas para la rehabilitación económica de Alemania [o] diseñado para mantener o fortalecer la economía alemana" y también se ordenó que el hambre, las enfermedades y los disturbios civiles fueran mantenidos por debajo de esos niveles, donde representarían un peligro para las tropas de ocupación.
El 20 de marzo de 1945, se le advirtió al presidente Roosevelt que el JCS 1067 no era viable: permitiría a los alemanes "estofarse en su propio jugo". La respuesta de Roosevelt fue: "¡Déjalos tener comedores de beneficencia! ¡Que se hunda su economía! Cuando le preguntaron si quería que el pueblo alemán muriera de hambre, él respondió: "¿Por qué no?".
Para agosto de 1945, el General Clay estaba cada vez más preocupado por la situación humanitaria y política en el área bajo su responsabilidad. Afirmó que "no hay opción entre ser comunista con 1.500 calorías por día y creyente en la democracia con 1000 calorías".
Dos años más tarde, en julio de 1947, JCS 1067 fue desechado y reemplazado por JCS 1779, que señaló que "una Europa ordenada y próspera requiere las contribuciones económicas de una Alemania estable y productiva".
El general Clay comentaría más tarde en sus memorias que "no había duda de que JCS 1067 contemplaba la paz cartaginesa que dominó nuestras operaciones en Alemania durante los primeros meses de ocupación".

## Consecuencias
Nicholas Balabkins tiene una opinión favorable de la política aliada, al afirmar que los envíos de alimentos estadounidenses salvaron las vidas de "millones de alemanes", aunque la escasez persistió en 1948. Balabkins también señala que las raciones de alimentos distribuidas eran de una composición pobre y "considerablemente inferiores"  a la normas mínimas de nutrición; sin acceso a alimentos adicionales de fuentes alternativas, los receptores eventualmente serían víctimas de la inanición. Balabkins también cita a una autoridad que declaró que las raciones "representaban un nivel de hambre bastante rápido".